# Sound of Speed
Sound of Speed è un EP del gruppo musicale britannico The Jesus and Mary Chain, pubblicato il 28 giugno 1993.
Venne distribuito su vinile da 7", da 10" (a tiratura limitata), su musicassetta e su CD singolo. Raggiunse il n° 30 della classifica britannica. William e Jim Reid furono i produttori di tutte le tracce.

## Tracce
Testi e musiche di W e J. Reid, eccetto ove indicato.
1. Snakedriver – 3:39
2. Something I Can't Have – 3:01
3. Write Record Release Blues – 2:56
4. Little Red Rooster – 3:26 (Dixon)

## Classifica
| Classifica (1993) | Posizione massima |
| ----------------- | ----------------- |
| Regno Unito       | 30                |